# Мандель (Німеччина)
Мандель (нім. Mandel) — громада в Німеччині, розташована в землі Рейнланд-Пфальц. Входить до складу району Бад-Кройцнах. Складова частина об'єднання громад Рюдесгайм.
Площа — 6,34 км2. Населення становить 918 ос. (станом на 31 грудня 2020).

## Галерея

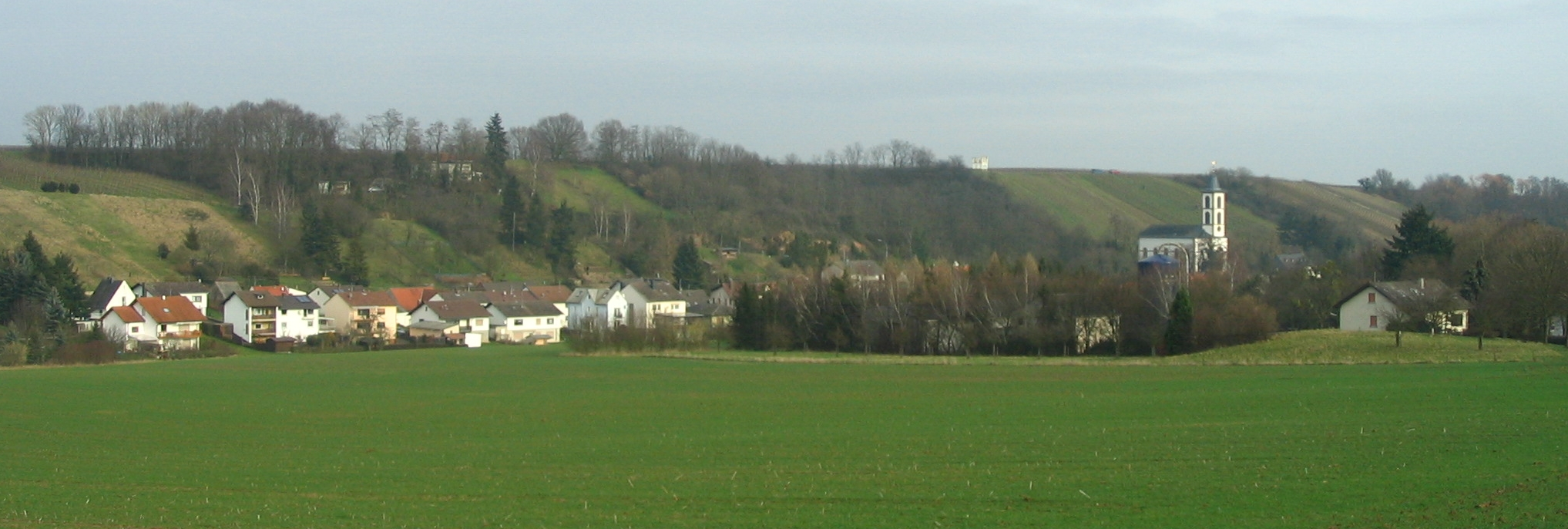
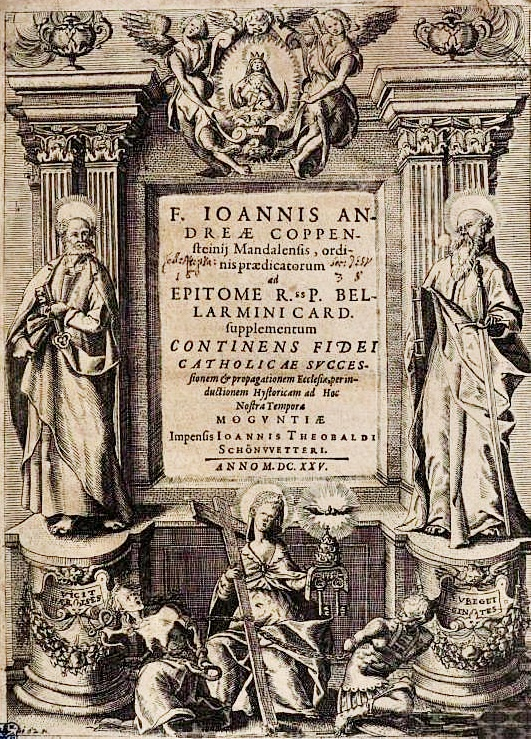